# Francisco C. Canale
Francisco C. Canale (Guaymas, Sonora, 3 de noviembre de 1873-Ciudad de México, 10 de octubre de 1934) fue un médico, traductor y académico mexicano.

## Semblanza biográfica
Realizó sus estudios en el Colegio Rosales de Culiacán, y en la Escuela Nacional Preparatoria de la Ciudad de México. Obtuvo el título de médico en la Escuela Nacional de Medicina en 1897 con la tesis Tratamientos de las hemorragias postpartum. Estudió latín y griego, y realizó traducciones de algunos escritos de Hipócrates. Ejerció su profesión en la ciudad de Hermosillo, y la docencia en su alma mater.
Fue elegido miembro de número de la Academia Mexicana de la Lengua en 1915 para ocupar la silla VIII, fue tesorero desde de 1915 hasta la fecha de su muerte, la cual ocurrió el 10 de octubre de 1934.